# Rotterdam (Hückeswagen)
Rotterdam war ein Industrieort in Hückeswagen im Oberbergischen Kreis im Regierungsbezirk Köln in Nordrhein-Westfalen (Deutschland). Der Ort wurde für die Erweiterung der Bevertalsperre 1938 abgetragen und der Standort ist heute überflutet.

## Lage und Beschreibung
Rotterdam lag im Tal der Bever im östlichen Hückeswagen nahe der Stadtgrenze zu Wipperfürth. Nachbarorte waren Käfernberg, Reinshagenbever, Großberghausen, Steinberg, Elberhausen, Ober- und Niederlangenberg auf Hückeswagener und Oberröttenscheid auf Wipperfürther Stadtgebiet. Ebenfalls im Rahmen des Talsperrenbaus abgegangen sind die benachbarten Fröhlenhausen, Spinnerei und Rasselstein.

## Geschichte
Im Gemeindelexikon für die Provinz Rheinland werden 1885 ein Wohnhaus mit sechs Einwohnern angegeben. Der Ort gehörte zu dieser Zeit zur Landgemeinde Neuhückeswagen innerhalb des Kreises Lennep. 1895 besitzt der Ort ein Wohnhaus mit fünf Einwohnern, 1905 ein Wohnhaus und sieben Einwohner.
1898 wurde die alte Bevertalsperre aufgestaut, unterhalb deren Staumauer Rotterdam seitdem lag. Als die Talsperre 1938 vergrößert wurde, lag der Ort im projektierten erweiterten Stauraum, wurde niedergelegt und überflutet.